# 龐德 (密蘇里州里普利縣)
龐德（英語：Ponder）是位於美國密蘇里州里普利縣的鬼鎮。

## 歷史
龐德的郵局於1888年設立，其後於1957年停運。

## 地理
龐德所處的海拔為高於海平面143米（即469英呎），而該地所採用的時區為UTC-6，即北美中部時區（CST）。同時該地設有夏令時間，為UTC-6調快一小時，即UTC-5（CDT）。